# Psychotria ramiflora
Psychotria ramiflora är en måreväxtart som beskrevs av Henry Hurd Rusby. Psychotria ramiflora ingår i släktet Psychotria och familjen måreväxter. Inga underarter finns listade i Catalogue of Life.